# Operaer af Wolfgang Amadeus Mozart
Operaer af Wolfgang Amadeus Mozart er en liste over 22 musikdramatiske værker af Mozart i en række forskellige undergenrer. De spænder fra de små, uoriginale værker fra hans ungdom til fuldgyldige operaer fra hans modne år. Tre af værkerne blev opgivet før de var færdige og er blevet ikke opført før mange år efter komponistens død. Hans modne værker er alle blevet klassikere og har til stadig været på repertoiret i verdens operahuse.
Allerede i en meget ung alder havde Mozart ifølge operakenderen David Cairns, "en ekstraordinær evne [...] til at gribe noget og tilpasse det i den ny stil, der var mest nyttig for ham". I et brev til sin far fra 7. februar 1778 skrev Mozart: "Som du ved, kan jeg mere eller mindre indoptage eller efterligne enhver form for kompositionsstil". Han brugte dette talent til til at bryde nye veje og var både "assimilator, fuldender og fornyer". Hans tidlige værker følger således de traditionelle former i italiensk, opera seria og opera buffa, samt det tyske Singspiel. Det var ifølge musikskribent Nicholas Kenyon i hans modne år, at Mozart "forbedrede alle disse former med righoldige fornyelser",, og i Don Giovanni at han opnåede en sammensmeltning af de to italienske stilarter med Donna Annas seria-karakter, Leporello og Zerlinas buffa-karakter og Donna Elviras blandede seria-buffa-karakter.
Mozart udviklede og raffinerede de ideer og den karaktertegning, han indførte i de tidlige værker, i de senere operaer. Mozarts senere operaer indeholder fx en række stærkt tegnede kvindelige roller, især de såkaldte "wienersoubretter" som ifølge Charles Osborne kombinerer charme og instinkt. Forfatteren og analytikeren Gottfried Kraus har bemærket, at alle disse kvinder findes som prototyper i de ældre operaer; Bastienne (fra Bastien und Bastienne fra 1768) og Sandrina (fra La finta giardiniera fra 1774) er grundlaget for Constanze og Pamina, mens Serpetta er forløberen for Blonde, Susanna, Zerlina og Despina.
Mozarts tekster kom fra en række forskellige kilder, og de tidlige operaer var ofte tilpasninger af eksisterende værker. Den første librettist, som Mozart selv valgte, synes at have været Giambattista Varesco i forbindelse med Idomeneo i 1781. Fem år senere begyndte han hans mest varige samarbejde med Lorenzo da Ponte. Den engang udbredte teori om, at da Ponte var librettist til den opgivne Lo sposo deluso fra 1783 er nu blevet alment forkastet. Mozart følte, at han som komponist burde have betydelig indflydelse på indholdet af librettoen, så den bedst muligt kunne tjene musikken. Musikforskeren Charles Rosen skriver, at "det er muligt, at da Ponte forstod dramatiske fornødenheder i Mozarts stil uden at spørge, men før sit samarbejde med da Ponte havde Mozart allerede presset flere tekstforfattere til at give ham dramatisk formede ensembler som han elskede dem".

## Listens sammensætning

### Optagelse
Listen omfatter alle de teaterværker, der generelt anerkendes som komponeret af Wolfgang Amadeus Mozart. I denne sammenhæng forstås der ved "teaterværk" et værk, der er blevet opført på en scene, og som er sunget af sangere, der er blevet instrueret af en instruktør. Nogle kilder har vedtaget mere specifikke kriterier, der fører dem til at udelukke det tidlige "religiøse syngespil" Die Schuldigkeit des ersten Gebotes, som de i stedet klassificerer som et oratorium. Men som Osborne gør det klart, indeholder librettoen regibemærkninger, som tyder på, at der blev ageret og ikke blot sunget; værket bliver desuden formelt beskrevet som et "geistliches Singspiel" og ikke som et oratorium.

### Rækkefølge
Generelt følger listen den rækkefølge, som operaerne blev skrevet i. Der er usikkerhed om, hvorvidt La finta semplice blev skrevet før eller efter Bastien und Bastienne, og i nogle lister sættes førstnævnte først. Thamos, König in Ägypten blev skrevet i to dele, den ældre allerede i 1774, men værket opføres her i overensstemmelse med dets færdiggørelse i 1779-1780. Die Zauberflöte og La clemenza di Tito blev skrevet samtidig. Mozart begyndte først på Die Zauberflote, men lagde den midlertidigt til side, da han fik La clemenza di Tito i kommission, som blev afsluttet og opført først, og som normalt er anført som det tidligste værk af de to, selvom det har et større nummer i Köchel-kataloget.

## Liste over værker
Note: Dansk henviser til danske oversættelser af titlerne.
| KV     | Kompositionsår | Titel | Sprog     | Operatype                                            | Librettist                                                                  | Stemmer                                                                              | Urpremiere |
| ------ | -------------- | --- | --------- | ---------------------------------------------------- | --------------------------------------------------------------------------- | ------------------------------------------------------------------------------------ | --- |
| KV 35  | 1767           | Die Schuldigkeit des ersten Gebotes Del I Partitur                                                                          | Tysk      | Religiøst Singspiel                                  | Ignaz von Weiser                                                            | Tre sopraner, to tenorer                                                             | Ærkebiskoppens palads, Salzburg, 12. marts 1767                                                                                          |
| KV 38  | 1767           | Apollo et Hyacinthus Dansk: Apollon og Hyacinth Partitur                                                                    | Latin     | Musik til en en latinsk tekst                        | Rufinus Widl efter Ovids Metamorphoses                                      | To sopraner, to alter, en tenor, to basser, kor                                      | Store sal, Universität Salzburg, 13. maj 1767                                                                                            |
| KV 50  | 1768           | Bastien und Bastienne Dansk: Bastien og Bastienne Partitur                                                                  | Tysk      | Syngespil i én akt                                   | F. W. Weiskern og J.H. Muller                                               | En sopran, en tenor, en bas                                                          | Første bekræftede opførelse: Architektenhaus, Berlin, 2. oktober 1890. Ubekræftet opførelse: Wien, oktober 1768 i Dr. Franz Mesmers have |
| KV 51  | 1768           | La finta semplice Partitur                                                                                                  | Italiensk | Opera buffa i tre akter                              | Marco Coltellini efter Carlo Goldoni                                        | To sopraner, en alt (eller mezzosopran), to tenorer, to basser                       | Ærkebiskoppens palads, Salzburg, 1. maj 1769                                                                                             |
| K.87   | 1770           | Mitridate, re di Ponto Dansk: Mithridates, Konge af Pontus Partitur                                                         | Italiensk | Opera seria i tre akter                              | Vittorio Amedeo Cigna-Santi, efter Giuseppe Parini efter Jean Racine        | Fire sopraner, en alt, to tenorer                                                    | Teatro Regio Ducal, Milano, 26. december 1770                                                                                            |
| KV 111 | 1771           | Ascanio in Alba Partitur | Italiensk | Festspiel i to akter                                 | Giuseppe Parini                                                             | Fire sopraner, en tenor, kor                                                         | Teatro Regio Ducal, Milano, 17. oktober 1771                                                                                             |
| KV 126 | 1772           | Il Sogno di Scipione Partitur                                                                                               | Italiensk | Azione teatrale, eller Serenata drammatica, i én akt | Pietro Metastasio efter Cicero                                              | Tre sopraner, tre tenorer, kor                                                       | Ærkebiskoppens bopæl i Salzburg, formentlig 1. maj 1772                                                                                  |
| KV 135 | 1772           | Lucio Silla Partitur | Italiensk | Dramma per musica i tre akter                        | Giovanni de Gamarra, revideret ved Metastasio                               | Fire sopraner, to tenorer, kor                                                       | Teatro Regio Ducal, Milano, 26. december 1772                                                                                            |
| KV 196 | 1774           | La finta giardiniera Partitur                                                                                               | Italiensk | Dramma giocoso i tre akter                           | Sandsynligvis Giuseppe Petrosellini                                         | Fire sopraner, to tenorer, en bas, kor                                               | Redoutensaal, München, 13. januar 1775                                                                                                   |
| KV 208 | 1775           | Il rè pastore Partitur | Italiensk | Serenata i to akter                                  | Pietro Metastasio, revideret af Giambattista Varesco                        | Tre sopraner, to tenorer                                                             | Ærkebiskoppens palads, Salzburg, 23. april 1775                                                                                          |
| KV 345 | 1773 og 1779   | Thamos, König in Ägypten Partitur                                                                                           | Tysk      | Kor og entr'actes til et heroisk drama               | Tobias Philipp von Gebler                                                   | Kor og solister: sopran, alt, tenor, bas                                             | Kärntnertortheater, Wien 4. april 1774 (to kor); første komplette opførelse Salzburg, 1779-1780                                          |
| KV 344 | 1779           | Zaide Partitur | Tysk      | Syngespil (ufuldstændigt)                            | Johann Andreas Schachtner                                                   | En sopran, to tenorer, to basser, ensemble (mini-kor) af fire tenorer, en talt rolle | Frankfurt (præcist spillested uoplyst), 27. januar 1866. Ikke opført i Mozarts levetid                                                   |
| KV 366 | 1780-1781      | Idomeneo, re di Creta Partitur                                                                                              | Italiensk | Dramma per musica i tre akter                        | Giambattista Varesco, efter Antoine Danchet                                 | Tre sopraner, en mezzo-sopran, fire tenor, en baryton, to basser, kor                | Hoftheater (nu Cuvilliés Teater), München, 29. januar 1781                                                                               |
| KV 384 | 1782           | Die Entführung aus dem Serail Dansk: Bortførelsen fra Seraillet Partitur                                                    | Tysk      | Syngespil i tre akter                                | Gottlieb Stephanie, baseret på en tekst af Christoph Friedrich Bretzner     | To sopraner, to tenorer, en bas, to talte roller                                     | Burgtheater, Wien, 16. juli 1782 |
| KV 422 | 1784           | L'oca del Cairo Dansk: Gåsen fra Cairo Partitur                                                                             | Italiensk | Dramma per musica (ufuldstændig)                     | Giambattista Varesco                                                        | (Foreløbig) fire sopraner, to tenorer, to basser, kor                                | Théâtre du Fantaisies-Parisiennes, Paris, 6. juni 1867 Ikke opført i Mozarts levetid                                                     |
| K.430  | 1784           | Lo sposo deluso Partitur | Italiensk | Opera buffa (ufuldstændig)                           | Ukendt, en gang tilskrevet Lorenzo da Ponte. Muligvis Giuseppe Petrosellini | (Foreløbig) tre sopraner, to tenorer, to basser                                      | Théâtre du Fantaisies-Parisiennes, Paris, 6. juni 1867Ikke opført i Mozarts levetid                                                      |
| KV 486 | 1786           | Der Schauspieldirektor Dansk: Teaterdirektøren eller Skuespildirektøren Partitur                                            | Tysk      | Komedie med musik i én akt                           | Gottlieb Stephanie                                                          | To sopraner, en tenor, en bas, seks talte roller                                     | Schloss Schönbrunn, Wien, 7. februar 1786                                                                                                |
| KV 492 | 1786           | Le nozze di Figaro Dansk: Figaros bryllup Partitur                                                                          | Italiensk | Opera buffa i fire akter                             | Lorenzo da Ponte, efter Pierre Beaumarchais                                 | Fire sopraner, tre mezzosopraner, to tenorer, en baryton, tre basser, kor            | Burgtheater, Wien, 1. maj 1786 |
| KV 527 | 1787           | Don Giovanni Dansk: Don Giovanni eller Don Juan Partitur                                                                    | Italiensk | Dramma giocoso i to akter                            | Lorenzo da Ponte                                                            | Tre sopraner, en tenor, en baryton, tre basser, kor                                  | Estates' Teater, Prag (også kendt som Nationaltheater og Tyl Teater), 29. oktober 1787                                                   |
| KV 588 | 1790           | Così fan tutte Titlen kan oversættes tilSådan gør alle, idet den italienske form viser, at der er tale om kvinder. Partitur | Italiensk | Dramma giocoso i to akter                            | Lorenzo da Ponte                                                            | Tre sopraner, en tenor, en baryton, en bas, kor                                      | Burgtheater, Wien, 26. januar 1790 |
| KV 621 | 1791           | La clemenza di Tito Dansk: Titus Partitur                                                                                   | Italiensk | Opera seria i to akter                               | Pietro Metastasio, revideret ved Catterino Mazzola                          | To sopraner, to mezzosopraner, en tenor, en bas, kor                                 | Estates' Teater, Prag, 6. september 1791                                                                                                 |
| KV 620 | 1791           | Die Zauberflöte Dansk: Tryllefløjten Partitur                                                                               | Tysk      | Syngespil i to akter                                 | Emanuel Schikaneder                                                         | Seks sopraner, to mezzosopraner, en alt, fire tenorer, en baryton, fire basser, kor  | Theater auf der Wieden, Wien, 30. september 1791                                                                                         |